# Akoumenos
Akoumenos (Tiếng Hy Lạp: Ακουμενός, Acumenus) là một thầy thuốc thành Athena, sống vào thế kỉ 5 TCN, là bạn và người đồng hành của nhà triết học Sokrates. Ông là cha của Eryximachus, cũng là một thầy thuốc, và là một trong những diễn giả trong Hội nghị của Plato. Ông cũng được đề cập trong bộ sưu tập thư từ của Leo Allatius, 1637 (Epist. Socralis et Socraticorum), và bởi Orellius, 1815.